# Fatima Zahra El Jebraoui
Fatima Zahra El Jebraoui (en arabe : فاطمة الزهراء الجبراوي), née le 8 août 2007, est une footballeuse internationale marocaine qui joue au poste de gardienne à l'AS FAR.

## Carrière en club

### Formation à l'AS FAR
Fatima Zahra El Jebraoui se forme à l'AS FAR avec lequel elle remporte le championnat national des moins de 17 ans de la saison 2023-2024. Promue dans le groupe de l'équipe première, elle prend part à la Ligue des champions de la CAF 2023 en Côte d'Ivoire où l'AS FAR termine à la 3e place. Durant cette même saison, elle remporte avec les seniors le championnat de la saison 2023-2024, ainsi que la Coupe du Trône.
Toutefois, El Jebraoui qui bénéficie de peu de temps de jeu en raison de son jeune âge et de la concurrence à son poste avec Khadija Er-Rmichi et Hind Hasnaoui, quitte le club pour rejoindre le Wydad AC.

#### Prêt au Wydad (2024-2025)
Après avoir disputé la Coupe du monde en Colombie avec les moins de 20 ans, Fatima Zahra El Jebraoui s'engage avec le Wydad AC, évoluant en première division. Durant cette première saison, elle partage son poste avec Chaimaa Aasem.
Elle dispute son premier match avec le club casablancais le 28 septembre 2024 en étant titularisée contre le FUS Rabat par Aziz El Hassouni dans le cadre de la 1re journée de championnat (défaite, 1-3). La journée qui suit contre le Chabab Mohammédia, elle réalise son premier clean-sheet (victoire, 10-0).
Durant cette saison, elle parvient avec le club casablancais à atteindre la finale de la Coupe du Trône. Elle est titularisée lors cette finale disputée à Marrakech qui voit l'AS FAR l'emporter 3 buts à 1.

## Carrière internationale

### Maroc -17 ans
Fatima Zahra El Jebraoui est sélectionnée par Youness Rabie pour prendre part à plusieurs stages et matchs amicaux avec les moins de 17 ans. Elle participe notamment aux qualifications de la Coupe du monde 2024 durant lesquelles le Maroc élimine le Niger au deuxième tour, puis l'Algérie au troisième tour. Cependant, les Marocaines ne parviennent pas à valider leur qualification pour la phase finale qui a lieu en octobre 2024 en République dominicaine, se faisant éliminer par les Zambiennes au dernier tour après une défaite à Lusaka (3-1) et un nul à Berkane (0-0).

### Maroc -20 ans
Après avoir échoué avec les moins de 17 ans aux qualifications à la Coupe du monde de ladite catégorie, Fatima Zahra El Jebraoui est sélectionnée par Jorge Vilda pour disputer la phase finale de la Coupe du monde en Colombie avec les moins de 20 ans durant le mois de septembre 2024. Il s'agit de la première participation marocaine à un Mondial de cette catégorie. Logées dans un groupe relevé, les Marocaines  sont éliminées dès le premier tour après trois défaites en trois matchs, respectivement contre le Paraguay (2-0), les États-Unis (2-0) et l'Espagne (2-0). Fatima Zahra El Jebraoui participe aux trois matchs en tant que titulaire et est élue joueuse du match face aux Américaines,. Elle arrête par ailleurs un pénalty face aux Espagnoles. Durant cette édition, elle réalise un total de 63 arrêts.

### Équipe du Maroc
Ses performances avec les moins de 17 ans et les moins de 20 ans lui ouvrent les portes de l'équipe A. Elle est convoquée par Jorge Vilda pour deux matchs amicaux au Stade Père-Jégo contre la Tanzanie et le Sénégal respectivement les 25 et 29 octobre 2024. Elle fait ses débuts en sélection en entrant en jeu contre le Sénégal à la place de Khadija Er-Rmichi à la 75e minute (victoire, 7-0).

#### Coupe d'Afrique 2024: Échec en finale
Dans le cadre des préparations à la CAN, elle est convoquée pour disputer deux matchs amicaux internationaux, face Ghana et Haïti respectivement les 21 et 25 février 2025. Fatima Zahra El Jebraoui effectue sa première titularisation, contre le Ghana et par la même occasion réalise son premier clean-sheet puisque les Marocaines remporte le match sur le score de 1 but à 0.
Fatima Zahra El Jebraoui est convoquée pour disputer deux matchs amicaux contre la Tunisie et le Cameroun le 4 et 8 avril 2025 au Stade Père-Jégo, en marge des préparations à la CAN 2024. Les Marocaines s'imposent face aux Tunisiennes avec un score de 3 buts à 1. Cependant, elles s'inclinent face aux Camerounaises (0-1). Sur le banc contre le Cameroun, elle ne dispute que le match de la Tunisie,.
Après une série de stages et matchs amicaux, la FRMF annonce le 24 juin 2025 la liste finale pour la CAN 2024. Fatima Zahra El Jebraoui fait partie des joueuses retenues par Jorge Vilda. Le Maroc qui atteint la finale pour la deuxième fois consécutive, ne parvient pas à remporter le titre s'inclinant face au Nigeria (3-2). Bien que dans le groupe, elle n'a pas de temps de jeu durant ce tournoi.

## Statistiques

### En club
Le tableau suivant recense les statistiques en club de Fatima Zahra El Jebraoui.

| Saison                | Club                  | Championnat           | Championnat | Championnat | Coupe(s) nationale(s) | Coupe(s) nationale(s) | Compétition(s) continentale(s) | Compétition(s) continentale(s) | Compétition(s) continentale(s) | Total | Total |
| Saison                | Club                  | Division              | M.          | B.          | M.                    | B.                    | Comp.                          | M.                             | B.                             | M.    | B.    |
| 2023-2024             | AS FAR                | Division 1            | 1           | 0           | 0                     | 0                     | LDC                            | 0                              | 0                              | 1     | 0     |
| 2025-2026             | AS FAR                | Division 1            | 0           | 0           | 0                     | 0                     | LDC                            | 0                              | 0                              | 0     | 0     |
| Sous-total            | Sous-total            | Sous-total            | 0           | 0           | 0                     | 0                     | -                              | 0                              | 0                              | 0     | 0     |
| 2024-2025             | Wydad AC (prêt)       | Division 1            | 15          | 0           | 3                     | 0                     | -                              | -                              | -                              | 18    | 0     |
| Total sur la carrière | Total sur la carrière | Total sur la carrière | 16          | 0           | 3                     | 0                     | -                              | 0                              | 0                              | 19    | 0     |

## Palmarès
Le tableau suivant recense le palmarès de Fatima Zahra El Jebraoui :
| AS FAR (2) | Wydad AC                                 | Équipe du Maroc                                  |
| --- | ---------------------------------------- | ------------------------------------------------ |
| - Championnat du Maroc : - Championne : 2023-24 - Coupe du Trône : - Vainqueur : 2022-23 - Ligue des champions de la CAF : - 3e place : 2023 | - Coupe du Trône : - Finaliste : 2023-24 | - Coupe d'Afrique des nations - Finaliste : 2024 |

### Distinctions individuelles
- Joueuse du match face aux États-Unis (Coupe du monde féminine -20 ans 2024).

## Liens
- Ressources relatives au sport :   - Leballonrond
  - Soccerdonna
  - Soccerway